# Achille Olivari
Luigi Fortunato Achille Olivari (* 30. April 1894 in Genua; † im 20. Jahrhundert) war ein italienischer Wasserballspieler.

## Karriere
Olivari nahm an den Olympischen Spielen 1920 in Antwerpen teil. Hier erreichte er mit der italienischen Nationalmannschaft den elften Rang.
Auf nationaler Ebene gewann er 1914 und 1919 die italienische Meisterschaft mit der Mannschaft von Genoa CFC.